# 先人たちの底力 知恵泉
『先人たちの底力 知恵泉』（せんじんたちのそこぢから ちえいず）とは、NHK Eテレで2013年4月から放送されている番組である。

## 概要
社会の中核層に向けた番組。人々が組織や社会の中で直面している様々な課題は、先人達が取り組んできたものと通じているという意図のもとに、現代人の課題や関心事項を毎月1つのテーマに設定して、歴史上の人物の知恵と行動から解決のヒントを探っていく。
番組名の読みの“ちえいず”は、松平信綱の別名「知恵伊豆」にちなむ。

## 営業時間（放送時間）
2015年度～
- 火曜日 22:00〜22:45（45分）
- 再放送：翌週火曜日12:00〜12:45

2014年度
- 火曜日 23:00〜23:45（45分）
- 再放送：翌週火曜日5:30〜6:15

2013年度
- 火曜日 23:00〜23:25（25分）
- 再放送：翌週火曜日5:30〜5:55、12:25〜12:50

## 店主（司会）
5代目までは番組内のナレーションも担当。
初代
- 井上二郎アナウンサー（2013年4月から2015年3月まで）[2]

「人材の生かし方」の武田信玄編の時に、開店初日からの常連客・本郷和人から大将と呼ばれており、2013年6月21日放送分などでは自らもそう名乗っている。
2015年の3月24日放送分で店を2代目に任せて、事業を拡大しアジアから世界へ打って出るため、九州へリサーチ及び修行の旅に出る（同年8月のアンコール再放送期間に、公式ブログにて1か月限定という形で店に戻ってきた）。
2016年12月20日・27日、2019年1月1日、2020年1月3日・8月4日・11日には客として来店。
2代目
- 近田雄一アナウンサー（2015年4月から2017年3月まで）[3]

先述の店主交代により、2015年の3月31日放送分から店を任される事になる。2016年1月19日放送分では、お客として来た有野晋哉に店長と呼ばれていた。
2017年3月28日放送分で店を3代目に任せて、市場調査・新規事業に乗り出すため、大阪へ旅立った。
3代目
- 二宮直輝アナウンサー（2017年4月から2018年3月まで）[5]

4代目
- 新井秀和アナウンサー（2018年4月から2022年3月まで）[6]

2022年3月に初代（井上）から「知恵泉世界進出」のリサーチを依頼され、福岡への異動を命じられた。
5代目
- 高井正智アナウンサー（2022年4月から2025年3月まで）[7]

6代目
- 藤井彩子アナウンサー（2025年4月から） ナレーション：谷口慎一郎アナウンサー

## 設定および展開
とある街中にある日本に一軒しかない不思議な個人経営の居酒屋知恵泉が舞台である。画面右上に"歴史酒場"と表記している場合もある。
そこに番組の進行役である店主と3名の客が集い、店主が客に今回のおすすめと表してテーマ（酒）を出し、それについてトークしていく。客の内1名は解説ゲストである。
なお、席はカウンター席と、小上がりの座敷席がある。小上がりにはブラウン管テレビや箪笥、炬燵などが設置されている。

## おしながき
店内の壁面に並べられているおしながきには、例えば“西郷丼”、“謙信の塩”、“大岡サバき”など、先人たちに関連する料理が表記されている。実際に来客たちに振舞われるなどしている。

## おすすめ（テーマ）
※「知恵泉 選」として再放送されたものは除く
2025年度
| 放送日        | サブタイトル                                              | お客（ゲスト）                       |
| ------------- | --------------------------------------------------------- | ------------------------------------ |
| 2025年 4月1日 | べらぼう時代のソフトパワー！ 「南総里見八犬伝」曲亭馬琴   | 祖父江慎、品川祐、板坂則子           |
| 4月8日        | Jホラーの元祖 「東海道四谷怪談」の発想術・鶴屋南北        | 尾上右近、品川祐、古井戸秀夫         |
| 4月22日       | 小泉八雲＆セツ “怪談”異文化を越えた夫婦                   | 荒俣宏、中川翔子、ウスビ・サコ       |
| 4月29日       | 水木しげる “鬼太郎”と“戦記漫画”の間に                     | 荒俣宏、中川翔子、矢部太郎           |
| 5月13日       | 不屈の美術商 林忠正 “国賊”と呼ばれて                      | ヤマザキマリ、神山典士               |
| 5月20日       | 伝説の“蕩尽王”薩摩治郎八 金は粋に使え                     | ヤマザキマリ、林家正蔵、小林茂       |
| 6月3日        | 歴史の暗部 「室町の無頼たち」が今よみがえる！（蓮田兵衛） | 垣根涼介、星野佳路、清水克行         |
| 6月10日       | ダメ将軍・足利義政 決死の“逆転ホームラン”                 | 垣根涼介、星野佳路、清水克行         |
| 7月1日        | 油屋熊八 別府温泉・おきて破りの人気アップ戦略             | 唐池恒二、中島知子、植松三十里       |
| 7月8日        | 南国宮崎・新婚旅行ブーム仕掛け人 岩切章太郎               | 唐池恒二、イワクラ（蛙亭）、関西剛康 |

※記載のない週は過去の再放送

## ミニコーナーの例
放送時間が延長された2014年度から追加で登場。
知恵泉紀行
番組で取り上げた先人にゆかりのある土地に店主が向かうコーナー。産地直送版では特命店員として地方局のアナウンサーが現地に向かう。
お悩み二郎帳
来店客の3名に続く4番目の全国のお客から寄せられた仕事のお悩みについて、3名が返答するコーナー。
JIRO'sキッチン
店主自らが番組内で出てきた料理のレシピを公開、作り方を説明するコーナー。

## コラボレーション
同じ、歴史をテーマにした番組同志として、2016年5月18日には、NHK BSプレミアム「プレミアムよるドラマ・最後のレストラン」とのコラボレーションを行い、「最後のレストラン」からは田辺誠一が「知恵泉」に、逆に当番組からは近田が「最後のレストラン第4皿」にカメオ出演した